# 비상등

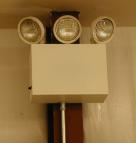
비상등

비상등(非常燈, 영어: emergency light) 또는 비상 조명등은 정전이 발생하면 자동으로 켜지는 배터리 지원 조명장치이다. 선박이나 극장, 지하철 따위에서 긴급할 때 실내 및 복도, 선로 등을 비추어 사람들이 안전하게 대피할 수 있도록 유도하기 위하여 쓴다. 피난 유도를 위한 전등으로, 방재 시설의 일종이다

## 같이 보기
- 비상식량
- 재난
- 비상구